# الهولوكوست في اليونان
شمل الهولوكوست في اليونان ترحيل وقتل اليهود اليونانيين، وارتبط ذلك غالبًا بترحيلهم إلى معسكر اعتقال أوشفيتز خلال الحرب العالمية الثانية. بحلول عام 1945 مات ما بين %83 و87% من اليهود اليونانيين بحلول عام 1945، وتعتبر أعلى نسبة لموت اليهود في أوروبا.
عاش ما بين 72000 و77000 يهودي في 27 مدينة في اليونان قبل الحرب العالمية الثانية، أغلبهم (50 ألف تقريبًا) كانوا يعيشون في سالونيك، وهي مدينة عثمانية سابقة، استولت عليها اليونان وضمتها إليها في عام 1912. كان معظم اليهود اليونانيين من السفارديم الناطقين باللادينو وبعضهم يتحدثون اليونانية. احتلت ألمانيا وإيطاليا وبلغاريا اليونان في أعقاب معركة اليونان في أبريل 1941، وخلال السنة الأولى للاحتلال لم تتخذ السلطات أي إجراءات ممنهجة تستهدف اليهود بشكل مباشر، ولكن في مارس 1943 رُحِّل ما يزيد عن 4000 يهودي من منطقة الاحتلال البلغاري إلى معسكر الإبادة في تريبلينكا، وفي الفترة الممتدة من 15 مارس إلى أغسطس رُحِّل جميع السكان اليهود من مدينة سالونيك، بالإضافة لليهود في المدن المجاورة، إلى معتقل أوشفيتز. احتلت ألمانيا منطقة الاحتلال الإيطالي في سبتمبر 1943، التي كان حكامها يعارضون ترحيل اليهود، وفي مارس 1944 شهدت أثينا ويوانينا وأماكن أخرى في منطقة الاحتلال الإيطالي السابق اعتقال وترحيل المجتمعات اليهودية بأكملها، وفي منتصف عام 1944 استهدف اليهود الذين يعيشون في الجزر اليونانية. نجا حوالي 10000 يهودي فقط من الهولوكوست في اليونان إما بالاختباء أو القتال مع المقاومة اليونانية أو الهروب.
واجه اليهود الباقون على قيد الحياة بعد نهاية الحرب العالمية الثانية عقبات كبيرة في استعادة ممتلكاتهم من غير اليهود الذين استولوا عليها خلال الحرب، وهاجر نصفهم من اليونان في العقد الأول بعد الحرب.

## خلفية
يعتبر الرومانيوت الناطقون باليونانية أقدم مجتمع يهودي في أوروبا، وربما يعود تاريخهم إلى القرن السادس قبل الميلاد. استقر العديد من السفارديم الناطقين بلغة اللادينو في الدولة العثمانية في القرن الخامس عشر، بما في ذلك في المناطق التي تُعرف الآن باسم باليونان، بعد طردهم من إسبانيا والبرتغال في نهاية القرن الخامس عشر.
- قُتل الكثير من يهود بيلوبونيز ويهود اليونان الوسطى خلال حرب الاستقلال اليونانية في عشرينيات القرن التاسع عشر وهرب آخرون، بسبب الاشتباه في أنهم عارضوا الثوار اليونانيين.[5][6] أسست الدولة اليونانية المستقلة حديثًا الكنيسة الأرثوذكسية الشرقية في اليونان كدين للدولة يتقاسمها جميع السكان تقريبًا، ولم يبقَ أي يهودي في اليونان المستقلة، وكان أكبر مجتمع يهودي يضم خمسين عائلة رومانية في خالكيذا.[7][8] استقرت في أثينا أعداد صغيرة من اليهود الأشكناز القادمين من أوروبا الوسطى بعد قيام النظام الملكي في اليونان، وكذلك السفارديم القادمين من الدولة العثمانية، وعمل العديد منهم في خدمة الملك الجديد أوتو من بافاريا، واندمجوا بشكل جيد في الحياة الاجتماعية والسياسية[9][10] معتبرين أنفسهم مواطنين يونانيين من الديانة اليهودية.[11]
- كانت منطقة غرب اليونان، وخاصة إبيروس، موطنًا لمجتمع حديث من الرومانيوت الذين استقروا على طول الطرق التجارية في المنطقة وخاصة طريق إجناتيا خلال القرون الأولى بعد الميلاد.[12][13] تناقصت الجالية اليهودية في يوانينا بسبب الهجرة في القرن التاسع عشر وأوائل القرن العشرين، ووصل عددهم إلى بضعة آلاف فقط. ظلت اليونان الغربية تحت الحكم العثماني حتى حروب البلقان في أوائل القرن العشرين.[14]
- أزيلت مجتمعات الرومانيوت في تراقيا ومقدونيا واليونان الوسطى عن طريق إعادة توطينهم القسري في القسطنطينية عام 1455 على يد السلطان محمد الثاني،[15] ولكن في نهاية القرن الخامس عشر سمح السلطان العثماني للسفارديم بالاستقرار على ساحل بحر إيجة في لاريسا غربًا. انضم إليهم في وقت لاحق مهاجرون أشكنازي لكن السفارديم ظلوا أغلبية هناك.[16] كانت غالبية اليهود اليونانيين (حوالي 50000 شخص) قبل الحرب العالمية الثانية يعيشون في سالونيك،[17] وهي مركز لتعليم السفارديم، وكانت مدينة ذات أغلبية يهودية تاريخيًا.[18]
- شكلت الجزر اليونانية وخاصة كورفو ورودس وكريت موطنًا لكل من مجتمعات السفاردي والرومانيوت تحت النفوذ الإيطالي.[19][20]

لم يكن يعيش في اليونان أكثر من 10 آلاف يهودي قبل حروب البلقان، وقد واجهوا أحيانًا موجات من العنف المعادي للسامية مثل أعمال الشغب في عام 1891 في كورفو ومذبحة كامبل عام 1931 التي نفذها الاتحاد الوطني اليوناني في إحدى ضواحي سالونيك. غادر العديد من اليهود اليونان بعد الحرب العالمية الأولى نتيجة تدهور الوضع الاقتصادي، في البداية غادر التجار الأثرياء إلى أوروبا وأمريكا اللاتينية والولايات المتحدة، وفي الثلاثينيات هاجر العديد من اليهود الفقراء من سالونيك إلى فلسطين الانتدابية. اندمج اليهود في سالونيك تدريجيًا مع الأغلبية اليونانية، حتى أن بعض اليهود الشباب اكتسبوا اليونانية كلغة أم.

## احتلال دول المحور لليونان
أعطت إيطاليا إنذارًا نهائيًا للديكتاتور اليوناني يوانيس ميتاكساس في وقت مبكر من صباح يوم 28 أكتوبر 1940: إما السماح للقوات الإيطالية باحتلال اليونان أو إعلان الحرب. رفض ميتاكساس الطلب، وغزت إيطاليا اليونان على الفور. أعلنت الجالية اليهودية أن 12898 يهوديًا قاتلوا من أجل الدفاع عن اليونان في الحرب وخسروا 613 قتيلًا و3743 جريحًا، من أشهرهم مردخاي فريزيس. قاتل الإيطاليون واليونانيون في ألبانيا خلال شتاء 1940-1941، ولكن في أبريل 1941 انضمت ألمانيا إلى الحرب واحتلت كل أراضي اليونان بحلول نهاية الشهر. أعلنت مجموعة من الجنرالات اليونانيين تشكيل حكومة جديدة بدعم ألماني في 26 أبريل من ذلك العام.
قُسمت اليونان إلى مناطق احتلال مختلفة في منتصف عام 1941، احتل الألمان مناطق ذات أهمية إستراتيجية مثل مقدونيا (بما في ذلك مدينة سالونيك) وميناء بيرايوس ومعظم جزيرة كريت، مع السماح للإيطاليين بالاستيلاء على جميع أراضي البر الرئيسي اليوناني تقريبًا والعديد من الجزر. احتلت بلغاريا تراقيا الغربية ومقدونيا الشرقية، وبدأت على الفور ببرنامج قاسٍ تضمن إرسال أكثر من 100 ألف لاجئ يوناني غربًا. بدأت الحكومة اليونانية في رؤية بلغاريا على أنها التهديد الرئيسي لها، وفعلت كل ما في وسعها لتأمين الدعم الألماني في تقييد بلغاريا، وفي عام 1943 تحولت أجزاء من مقدونيا الشرقية من منطقة الاحتلال الألماني إلى منطقة الاحتلال البلغاري.

## اضطهاد اليهود
بدأت وحدات الشرطة الألمانية الاعتقالات فورًا بعد الاحتلال بناءً على قوائم جاهزة للأفراد الذين اعتبروا مخربين، بما في ذلك المفكرين اليهود اليونانيين ومجلس الجالية اليهودية في سالونيك بالكامل، ولكسب تأييد الألمان أعلن رئيس الوزراء جورجيوس تسولاكوغلو أن هناك مشكلة يهودية في اليونان، وأعلن أن هذه المشكلة ستُحل نهائيًا في إطار النظام الجديد في أوروبا.
صُودرت جميع أنواع الممتلكات من اليهود ومن غير اليهود على نطاق واسع، وقبض على اليهود الأثرياء وصودرت أعمالهم التجارية. عانى اليهود خلال السنة الأولى من الاحتلال من نفس المصاعب التي واجهها اليونانيون الآخرون مثل المجاعة اليونانية عام 1941 والتضخم المفرط. نشطت السوق السوداء على نطاق واسع على الرغم من عقوبة الإعدام الفوري. تأثر اليهود اليونانيون بشكل غير متناسب بالمجاعة حيث كان العديد منهم أعضاء في بروليتاريا المدن ويفتقرون إلى الصلة بالريف والإنتاج الزراعي. حاولت قوات الاحتلال الألماني في سالونيك زيادة الانقسام بين اليهود اليونانيين والسكان المسيحيين، وشجعت الصحف على طباعة مواد معادية للسامية، أما في منطقة الاحتلال البلغاري، فقد أُجبر المئات من اليهود التراقيين على الانضمام إلى كتائب عمالية بلغارية، وبالتالي هربوا من المجاعة ولكنهم رحلوا في عام 1943.